# Anáfi
Anáfi (grec moderne : Ανάφη) ou Anaphé est une île grecque des Cyclades à l'est de Santorin, à l'extrême sud-est de l'archipel. Sa superficie est de 37,5 km2. Elle culmine à 582 m et compte 273 habitants.
Véritable cône de pierre surgissant de la mer, Anáfi doit principalement sa célébrité au quartier d'Anafiótika au pied de l'Acropole à Athènes. En effet, sous le règne d'Othon, la plupart des habitants de l'île vinrent s'y installer et y reproduisirent l'architecture typique des Cyclades.

## Histoire
Anáfi aurait été une étape des Argonautes sur la route de la Toison d'or.
Au Ve siècle avant notre ère, l'île appartenait à la Ligue de Délos. En 1207, elle fut rattachée au duché de Naxos de Marco Sanudo. En 1537, l'expédition de Barberousse la soumit à l'Empire ottoman. Lors du passage de Tournefort (1700), l'île aurait eu autour de 300 habitants qui payaient 500 écus de taxes variées aux Ottomans. L'île semblait aussi être envahie de perdrix (10 000 à 12 000 œufs détruits chaque année à Pâques). Elle rejoignit la Grèce indépendante en 1832. L'île fut aussi très souvent utilisée comme lieu de déportation.